# Александр Белоногофф
Александр Белоногофф (англ. Alexander Belonogoff, нар. 17 квітня 1990) — австралійський веслувальник, срібний призер Олімпійських ігор 2016 року.

## Виступи на Олімпіадах
| Олімпіада           | Дисципліна     | Місце |
| ------------------- | -------------- | ----- |
| Ріо-де-Жанейро 2016 | парні четвірки | 2     |

## Зовнішні посилання
- Александр Белоногофф — олімпійська статистика на сайті Sports-Reference.com (англ.) (архівна версія)
- Профіль [Архівовано 12 січня 2021 у Wayback Machine.] на сайті FISA.

1. ↑  Alexander Belonogoff